# Brown of Harvard (film, 1911)
Pour les articles homonymes, voir Brown of Harvard.
Pour plus de détails, voir Fiche technique et Distribution.
Brown of Harvard est un film muet américain réalisé par Colin Campbell et sorti en 1911.

## Fiche technique
- Titre : Brown of Harvard
- Réalisation : Colin Campbell
- Scénario : Colin Campbell, d'après la pièce de Rida Johnson Young
- Producteur : William Selig
- Société de production : Selig Polyscope Company
- Format : Noir et blanc — 35 mm — 1.33:1 — Muet
- Dates de sortie : 
  -  États-Unis : 21 décembre 1911

## Distribution
- Edgar G. Wynn : Tom Brown
- Charles Clary : Gerald Thorne
- George L. Cox : Wilfred Kenyon
- Edgar Kennedy : Claxton Madden
- James Le Boutillier : John Cartright
- Frank Weed : Tubby Anderson
- William Stowell : Happy Thurston
- Charles A. Kellner : Bud Hall
- Joseph Sullivan : Victor Colton
- Fielding J. Thatcher : Codrington
- Lillian Leighton : Mrs Kenyon
- Winifred Greenwood : Evelyn Kenyon
- Adrienne Kroell : Marion Thorne
- Hobart Bosworth
- Bessie Eyton
- Kempton Greene